# Морозов, Борис Афанасьевич
Борис Афанасьевич Морозов (род. 20 ноября 1944, Московская область) — советский и российский театральный режиссёр, педагог и актёр. Главный режиссёр Центрального академического театра Российской Армии с 1995 года по 2020 год, Народный артист Российской Федерации (1998).

## Биография
Борис Афанасьевич Морозов родился 20 ноября 1944 года в селе Остафьево Подольского района Московской области в семье военнослужащего.
Борис Морозов в 1967 году окончил Челябинский политехнический институт, там он вместе с братом Анатолием Морозовым создал студенческий театр «Манекен». В 1966 году этот театр получил Большой приз на «I Всесоюзном фестивале студенческих и эстрадных театров в Москве», приз вручал сам Аркадий Райкин. Одновременно с учёбой в политихническом институте на специальности «обработка металлов давлением» работал в кузнечно-прессовом цехе Челябинского металлургического комбината, став «кузнецом свободной ковки 4-го разряда», о чём свидетельствует запись в его трудовой книжке. В 1973 году окончил ГИТИС, курс М. О. Кнебель и А. А. Попова.
Будучи режиссёром и главным режиссёром ставил спектакли в театре им. Станиславского (1977—1981), театре им. Маяковского (1981—1982), театре им. Пушкина (1983—1987), Малом театре (1988—1995). С 1995 года по 2020 год — главный режиссёр Центрального академического театра Российской Армии.
В 1973 году Андрей Алексеевич Попов пригласил Морозова в Театр Советской Армии поставить дипломный спектакль «Когда придёт мой час» по пьесе И. Г. Гаручавы и П. А. Хотяновского. В ЦАТСА Борис Афанасьевич провёл пять лет в качестве режиссёра-постановщика, после чего, в 1977 году, вновь воссоединился со своим учителем А. А. Поповым и сокурсниками Анатолием Васильевым и Иосифом Райхельгаузем в Московском драматическом театре им. Станиславского. В театре Станиславского прошли три года, эти годы по выражению самого Бориса Морозова были «удивительным временем, когда всё получалось», когда были поставлены «Брысь, костлявая, брысь» по С. Шальтянису и «Сирано де Бержерак» Э.Ростана.
Ныне Борис Морозов возглавляет одну из актёрских мастерских в Российском институте театрального искусства — ГИТИС, является профессором кафедры мастерства актёра. Среди его учеников Мария Горбань, Александр Новин и другие актёры.
В июне 2020 года сообщено, что Борис Морозов завершает свою творческую деятельность в ЦАТРА.
Борис Морозов в своём творчестве тяготеет к яркой театральности, игровому началу при подлинности чувств. Спектакли Морозова отличают эффектные мизансцены и режиссёрская фантазия.
Дочери Бориса Афанасьевича Екатерина и Татьяна связали свою жизнь с театром, окончив ГИТИС.

## Признание и награды
- Заслуженный деятель искусств Российской Федерации (28 декабря 1992) - за заслуги в области искусства[1]
- Народный артист Российской Федерации (1998)
- Почётная грамота Главы Чеченской Республики (2022)[6]
- Лауреат Премии Москвы

## Творчество

### Постановки в театре
- 1972 — «Случай в метро» М. Бауэра (Челябинский театр драмы)[1]
- 1973 — «Когда придёт мой час» И. Г. Гаручавы и П. А. Хотяновского (ЦАТСА)[1]
- 1973 — «Птицы нашей молодости» И. П. Друцэ совместно со Б. А. Львовым-Анохиным (ЦАТСА)[1]
- 1974 — «Ночью без звёзд» А. П. Штейна (ЦАТСА)[1]
- 1975 — «Ковалёва из провинции» И. М. Дворецкого (ЦАТСА)[1]
- 1976 — «Спутники» по пьесе В. Ф. Пановой (ЦАТСА)[1]
- 1977 — «Дело жизни» А. В. Хруцкого (ЦАТСА)[1]
- 1978 — «Брысь, костлявая, брысь!» С. Шальтяниса (Московский драматический театр им. К. С. Станиславского)
- 1983 — «Мотивы» М. Ворфоломеева (Московский драматический театр имени А. С. Пушкина)
- 1985 — «День Победы среди войны, или Блокадный оркестр» И. Гаручавы и П. Хотяновского (Московский драматический театр имени А. С. Пушкина)
- 1988 — «Леший» А. П. Чехова (Малый театр)
- 1990 — «…И Аз воздам». Последние дни семейства Романовых, пьеса С. Кузнецова (Малый театр)
- 1991 — «Убийство Гонзаго». Драма в 2-х действиях Н. Йорданова. Перевод Э. Г. Макаровой (Малый театр)
- 1992 — «Горячее сердце» А. Н. Островского (Малый театр)
- 1994 — «Преступная мать, или Второй Тартюф». Нравоучительная драма в 5 действиях Бомарше (Малый театр)
- 1995 — «Миссис Лев» по пьесе С. Коковкина (Школа современной пьесы)
- 1995 — «Пир победителей». Комедия в 4-х актах А. И. Солженицына (Малый театр)
- 2000 — «Царь Максимилиан» А. М. Ремизова (Московский драматический театр имени М. Н. Ермоловой)
- 2001 -   "Скупой" Ж.Б. Мольера (ЦАТРА, Москва)
- 2002 — «Таланты и поклонники» А. Н. Островского (Московский театр сатиры)
- 2003 - Севастопольский марш" по произведениям Л. Н. Толстого (ЦАТРА Москва)
- «На дне» М. Горького[7]
- «Отелло» Шекспира
- «Много шума из ничего» Шекспира (Новосибирский академический молодёжный театр «Глобус»)
- 2005 — «Давным-давно» по музыкальной комедии А. К. Гладкова и Т. Н. Хренникова
- 2005 - "Горе от ума" А.С.Грибоедова (БГАДТ им. Щепкина г. Белгород)
- 2006 - "Лес" А.Н. Островского (БГАДТ им. Щепкина г. Белгород)
- 2008 — «Волки и овцы» А. Н. Островского (Театр Российской армии)[8][9]
- 2008 - "Заворожённое семейство" Л.Н. Толстого (БГАДТ им. Щепкина г. Белгород)
- 2009 - "Одноклассники" Ю. Полякова (ЦАТРА Москва, малая сцена)
- 2010 - "Вечно живые" В. Розова (ЦАТРА Москва, малая сцена)

### Роли в кино
- 1976 — Весенний призыв — командир роты
- 1976 — Вдовы — Геннадий Петрович Веретенников, секреталь райкома
- 1977 — Садись рядом, Мишка! — папа Миши, пожарник
- 1980 — Быстрее собственной тени — Олег Иванович, представитель спорткомитета
- 1981 — Карнавал — Александр Тимофеевич Николаенко, друг Соломатина, художник
- 1983 — Когда играли Баха
- 1983 — День командира дивизии — Суханов
- 1992 — Чекист
- 1994 — Акт
- 1997 — Война окончена. Забудьте... — Алексей Михайлович
- 2003 — Удар лотоса 3

### Режиссёр кино
- 1978 — Женитьба Белугина
- 1980 — Перед ужином
- 1987 — Смотрите, кто пришёл!
- 1990 — …И аз воздам
- 1991 — Убийство Гонзаго